# سعدی جلیل چنگیز
سعدی جلیل چنگیز (انگلیسی: Sadi Celil Cengiz؛ زادهٔ ۱ فوریهٔ ۱۹۸۳) بازیگر اهل ترکیه است.